# Фудзівара но Іетака
Фудзівара но Іетака (1158 — між 1220 та 1224) — середньовічний державний діяч, поет періоду Камакура. Мав поетичне прізвисько Дзюнії Іетака. Один з «Нових Тридцяти шести безсмертних поетів».

## Життєпис
Походив з аристократичного роду Північних Фудзівара, гілки клану Фудзівара. Син Фудзівара но Міцутаки, середнього державного радника, і доньки Фудзівара но Санекане. Народився у 1158 році. Здобув гарну освіту, особливо в галузі літератури, оскільки його батько й дід славилися захопленням поезією і прозою.
1175 року розпочав службу при імператорському дворі. 1177 року стає дзідзю (на кшталт камергера — слуги імператора) у Відомстві прислуги. Того ж року призначено заступником губернатора провінції Ава на о. Сікоку, а невдовзі — губернатором (камі) провінції Еттю.
1193 року йде з посади дзідзю, отримавши старший п'ятий ранг. 1201 року йому надано молодший четвертий ранг. 1206 року Фудзівара но Іетака призначено міністром Двору. На цій посаді перебував до 1226 року, коли пішов у відставку, отримавши старший третій ранг. 1235 року надано молодший другий ранг й посаду асоційованого державного радника. Наприкінці життя Іетака прийняв постриг і провів кілька років у храмі Теннодзі (на території сучасної Осаки), але до самої смерті не переставав писати вірші. Помер 1237 року.

## Творчість
Належав до поетичної школі Мікохідарі, був учнем відомого поета Фудзівара но Тосінарі. Дружні стосунки пов'язували Іетаку з Фудзівара но Тейка, Фудзівара но Мотоіе, Мінамото но Іенага і іншими видатними поетами того часу. Для його поезії характерні витонченість і незвичайна свіжість сприйняття, твори приваблюють простотою і щирістю. Він брав активну участь у поетичних змаганнях, зокрема 1091—1094 років («Роппякубан») і 1201—202 років (турнір «Сенго-хякубан утаавасе»), де змагалися школи Рокудзьо і Мікохідарі.
Вірші Фудзівара но Іетаки увійшли до його власної антології «Міні-сю», а також 280 віршів увійшло до імператорських поетичних збірок, насамперед «Сендзай вака-сю», «Сінто кусен вака-сю» (47 віршів), «Хякунін іс-сю».
Спільно з іншим відомим поетом Фудзівара но Тейка на замовлення екс-імператора Ґо-Тоби розпочав роботу над створенням поетичної антології «Сін кокін вака-сю» («Нова збірка старих і нових японських пісень»), яку було завершено 1205 року.